# تاب آوری (علم مواد)
در علم مواد، تاب آوری یا برجهندگی (به انگلیسی: Resilience)، قابلیت یک ماده در جذب انرژی هنگام تغییر شکل الاستیک و سپس آزادسازی و بازگرداندن آن انرژی بعد از حذف بارگذاری است. تاب آوری نهایی (Proof Resilience) به بیشترین مقدار انرژی که یک ماده می‌تواند بدون تغییر شکل دائمی و نامطلوب، قبل از خارج شدن از محدودۀ الاستیک جذب کند گفته می‌شود. همچنین حداکثر انرژی قابل جذب در واحد حجم بدون ایجاد ناهنجاری‌های دائمی مدول تاب آوری (Resilient Modulus) نامیده می‌شود. این انرژی را می‌توان با انتگرال‌گیری از نمودار منحنی تنش-کرنش از نقطۀ صفر تا حد الاستیک به صورت زیر محاسبه کرد:
{\displaystyle U_{r}=\textstyle \int _{0}^{\varepsilon _{y}}\displaystyle \sigma d\varepsilon }

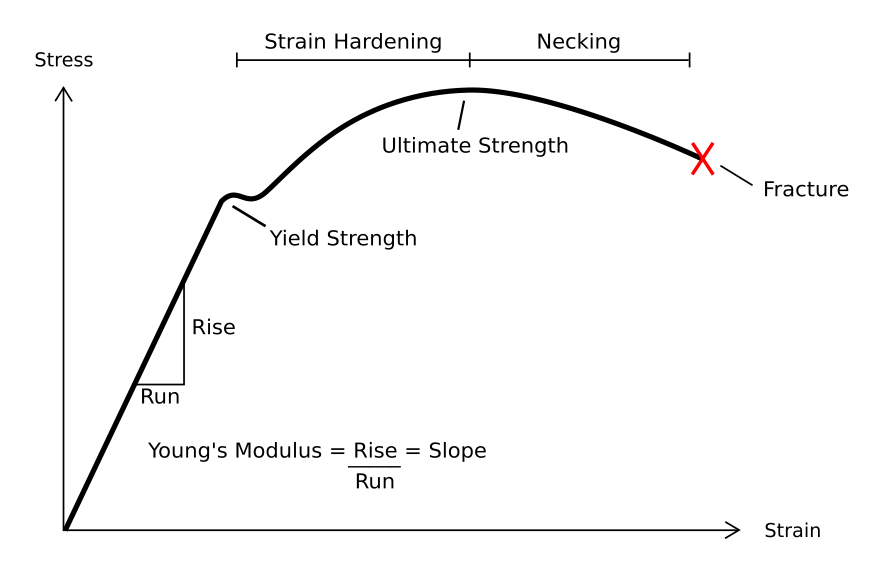
سطح زیر بخش خطی منحنی تنش-کرنش نشان‌دهندۀ تاب آوری ماده است.

در حالت کشش تک‌محوره و با فرض خطی بودن الاستیسیته و طبق مدول یانگ و قانون هوک، معادله به صورت زیر بدست می‌آید:
{\displaystyle U_{r}={\frac {\sigma _{y}\varepsilon _{y}}{2}}={\frac {1}{2}}\sigma _{y}({\frac {\sigma _{y}}{E}})={\frac {\sigma _{y}^{2}}{2E}}}
که در آن Ur برابر با مدول تاب آوری، {\displaystyle \sigma _{y}} برابر با تنش تسلیم، {\displaystyle \varepsilon _{y}} برابر با کرنش تسلیم، و E برابر با مدول یانگ است. این تحلیل برای موادی مانند لاستیک که دارای منحنی تنش-کرنش تماماً غیر‌خطی هستند صدق نمی‌کند، و لازم است از روش محاسبه مساحت زیر نمودار یا انتگرال‌گیری تا حد الاستیک استفاده کرد.

## عوامل مؤثر بر تاب آوری
مواد گوناگون دارای خاصیت و مدول تاب آوری متفاوت هستند. این تفاوت‌ها به دلایل متعددی وجود دارد:
1. ترکیب شیمیایی: نوع عناصر و نسبت‌های آن‌ها در ماده بر خواص مکانیکی تأثیر دارد.
2. ساختار میکروسکوپی: آرایش و نوع دانه‌ها در مقیاس میکروسکوپی بر تاب آوری تأثیر می‌گذارد. دانه‌های ریزتر در برابر شکست مقاومت بیشتری دارند. همچنین با افزایش چگالی مواد، مدول تاب آوری بیشتر می‌شود اما از اهمیت پایینی برخوردار است.
3. شرایط تولید: تفاوت در روش‌های تولید مانند ریخته‌گری نیز در تغییر ویژگی‌های مواد مؤثرند.
4. تنش‌های خارجی: وجود بار‌های مختلف و شرایط محیطی نیز بر خاصیت ماده تأثیر دارد. با افزایش مقدار تنش برشی وارد بر جسم مدول تاب آوری کاهش می‌یابد که از اهمیت بالایی برخوردار است.[۵]رفتار و مدول تاب آوری مواد گوناگون تحت اثر فشار بار و تنش متفاوت است.

رفتار و مدول تاب آوری مواد گوناگون تحت اثر فشار بار و تنش متفاوت است.

| بازۀ تقریبی مدول تاب آوری بر حسب مگاپاسکال | ماده          |
| ------------------------------------------ | ------------- |
| 200-350                                    | فولاد زنگ‌نزن  |
| 100-175                                    | فولاد کم کربن |
| 5-15                                       | پلاستیک       |

## واحدهای تاب آوری
مدول تاب آوری (Ur) با واحد ژول بر متر مکعب ({\displaystyle J/m^{3}} معادل با پاسکال) در دستگاه بین‌المللی یکاها و یا با یکای مرسوم ایالات متحده  با واحد پوند بر اینچ مربع ({\displaystyle lb/in^{2}}، با نماد psi) اندازه‌گیری می‌شود، که هردو واحد‌های انرژی و بیان‌گر انرژی تغییر شکل الاستیک در واحد سطح برای نمونۀ آزمایشی هستند. مانند یکای استحکام کششی ({\displaystyle U_{T}})، واحد تاب آوری با محاسبۀ سطح زیر منحنی تنش-کرنش{\displaystyle (\sigma -\varepsilon )} به سادگی بدست می‌آید.

## آزمون‌های تاب آوری
آزمایش تاب آوری برای یک ترکیب لاستیکی یا پلاستیکی، به روند اندازه‌گیری شدت الاستیسیتۀ آن هنگامی که تحت تأثیر تنش‌های مختلف قرار می‌گیرد گفته می‌شود. مهندسان و دانشمندان از روش های گوناگونی برای آزمایش تاب آوری مواد استفاده می‌کند که دو روش از آن‌ها بررسی می‌شود.
- روش تست بی‌شور (Bayshore Resilience method)

در این روش، یک توپ وزن‌دار از ارتفاع مشخصی بر روی نمونه‌ای از مادۀ انداحته می‌شود، سپس ارتفاع بازگشت توپ اندازه‌گیری شده و از آن برای تعیین میزان تاب آوری ماده در برابر تنش استفاده می‌شود.
- روش تحلیل دینامیکی مکانیکی (Dynamic mechanical analysis DMA)

در این روش تنش‌هایی به یک ماده خاص وارد شده و تغییر شکل در آن اندازه‌گیری می‌شود. دما و فرکانس اعمال تنش برای اندازه‌گیری ویژگی‌هایی مانند الاستیسیته به کار می‌روند.
از دیگر تست‌های مورد استفاده می‌توان به روش آزمایش استاندارد خاصیت لاستیک (ASTM D2632) اشاره کرد. همچنین برای ارزیابی تاب آوری و بررسی استحکام و تغییر شکل مواد، از آزمون‌هایی مانند آزمون کشش و تست خستگی استفاده می‌شود. 

## اهمیت و کاربردهای تاب آوری
در مهندسی، تمرکز اصلی بر روی تغییر شکل مواد است زیرا مستقیماً با ایمنی هر بخش یا سیستمی ارتباط دارد. خاصیت تاب آوری نشان می‌دهد یک ماده چقدر می‌تواند انرژی را بدون تغییر شکل دائمی جذب یا آزاد کند. از مقدار این انرژی می‌توان نقطه‌ای که ماده شروع به تغییر شکل دائمی می‌کند را مشخص کرد و از آن به عنوان آستانۀ تحمل ماده در سازه‌های صنعتی استفاده کرد. موادی که مدول تاب آوری بیشتری دارند تحت تأثیر نیروهای اضافه و پراکنده در موقعیت‌های بحرانی مانند زمین لرزه یا انفجار مقاومت بیشتری نیز دارند. برای بهبود عملکرد این مواد می‌توان از روش‌هایی مانند تکنیک‌های آلیاژ‌سازی، عملیات حرارتی، و شکل‌دهی سرد فلزات استفاده کرد. تاب آوری در موارد زیر از اهمیت و کاربرد بسزایی برخوردار است:
1. انتخاب مواد صنعتی: این ویژگی در انتخاب موادی که قادر به تحمل تنش‌های مکانیکی هستند و بعد از تغییر شکل به حالت اولیۀ خود باز می‌گردند مؤثر است.
2. طراحی سازه: مهندسان از این ویژگی برای طراحی قطعات و سازه‌ها استفاده می‌کنند تا فرایند جذب انرژی بدون آسیب دائمی انجام شود.
3. ارزیابی عملکرد: مدول تاب آوری به ارزیابی نحوۀ رفتار مواد تحت فشار بارها و ضربات کمک می‌کند و از این طریق دوام آن‌ها را تضمین می‌کند.
4. ملاحظات ایمنی: درک تاب آوری از بروز ناگهانی خرابی‌ها جلوگیری می‌کند و ایمنی و قابلیت اطمینان سازه‌ها را اقزایش می‌دهد.
5. نوآوری: بررسی این ویژگی موجب توسعۀ مواد و کامپوزیت‌های جدید با خواص بهبود‌یافتۀ جذب انرژی می‌شود.
6. تضمین کیفیت: تولیدکنندگان نسبت به تطابق محصولات با استانداردهای تاب آوری مورد نیاز برای عملکرد ایمن اطمینان حاصل می‌کنند.

### کاربرد در صنعت و انواع مهندسی
در مهندسی عمران و مکانیک، این خاصیت در انتخاب مواد برای ساخت پل‌ها و سازه‌هایی که تحت تأثیر عوامل مختلف مانند باد، زلزله و ترافیک هستند کاربرد دارد. در صنعت هوافضا نیز به مواد سبک و مقاوم در برابر دماهای شدید و فشارهای بالای محیطی نیاز داریم که با ویژگی تاب آوری مواد کارآمد را انتخاب می‌کنیم. همچنین با در نظر گرفتن مکانیزم‌های تاب آوری در مراحل اولیۀ طراحی سازه‌ها، مهندسان زیرساختار‌هایی با دوام ذاتی و ایمنی بالا در برابر شکست یا خستگی در دوره‌های طولانی مدت طراحی می‌کنند.

### کارایی اقتصادی
طراحی قطعات با در نظر گرفتن و محاسبۀ تاب آوری، هزینه‌های نگهداری و تعویض آن‌ها را در صورت خرابی کاهش می‌دهد و به طول عمر مواد می‌افزاید.

## جستار‌های وابسته
- چقرمگی
- مدول یانگ
- قانون هوک
- منحنی تنش-کرنش

## فهرست منابع
1. ↑  Callister، William D.؛ Rethwisch، David G. (۲۰۰۶). Materials Science and Engineering: An Introduction. John Wiley & Sons.
2. ↑  Campbell، Flake C. (۲۰۰۸). Elements of Metallurgy and Engineering Alloys. ASM International. ص. ۲۰۶.
3. ↑  "Resilience (materials science)". Wikipedia (به انگلیسی). 2022-07-02.
4. ↑  «Summery of the factors influencing the resilient modulus value».
5. ↑  Lahari Ramya. «Why Modulus of Resilience Metrics Matter for Material Performance».
6. ↑  «Resilience Testing».
7. ↑  Andy Lu. «Modulus of Resilience: Formula, Calculation and Key Materials».
8. ↑  «Modulus of Resilience: Learn Definition, Formula, Units, Calculation and Importance».
9. ↑  Woods، David D.؛ Hollnagel، Erik (۲۰۱۱). Resilience Engineering in Practice: A Guidebook.